# Iliensi

In giallo la distribuzione degli Iliensi/Iolei, in rosso quella dei Balari, in blu quella dei Corsi.

Gli Iliensi (o Iolei, più tardi Diagesbei) erano un'antica popolazione nuragica che abitava, in epoca nuragica (II millennio a.C.), nella Sardegna centro-meridionale, poi rifugiatasi nell'entroterra durante la dominazione cartaginese e romana in una zona compresa tra i monti del Limbara, il Goceano e i Monti di Alà e l'Ogliastra.

## Storia

### Origini

#### I miti nella storiografia greco-romana
Secondo la leggenda riportata dagli storici greci, l'etimologia del loro nome è da far risalire a Iolao, l'eroe che condusse i Tespiadi - figli di Eracle, nati dall'unione con le figlie di Tespio (re della città-stato di Tespie, in Beozia) - in Sardegna, abitata in precedenza dai Tirreni, dove fondò una colonia. Un altro mito narra che gli abitanti di Ilio, meglio nota come Troia, dopo la caduta della città si sarebbero stabiliti in questa zona della Sardegna (dove si mescolarono con gli Iolei), da qui il nome di Iliensi. Per Pomponio Mela gli Iliensi erano il popolo più antico dell'isola.

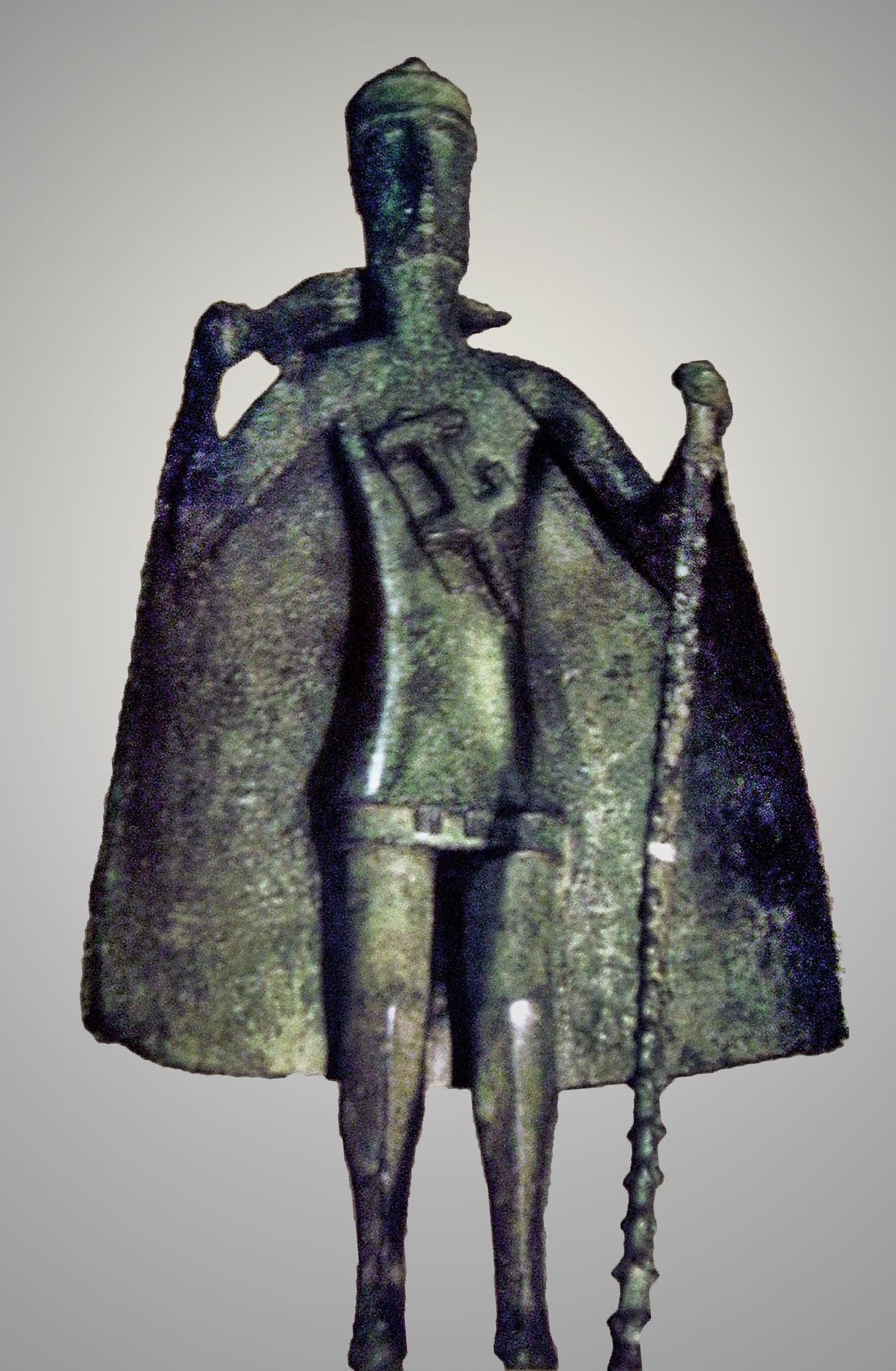
Bronzetto sardo (Capo tribù) da Uta

### Periodo nuragico

#### Età del bronzo
Nel periodo nuragico il loro territorio si estendeva dalla piana del Campidano (chiamata in antichità Piana Iolea) fino al fiume Tirso a nord dove iniziava il territorio dei Balari e dove è stata ritrovata l'iscrizione in caratteri latini "ILI-IUR-IN-NVRAC-SESSAR"; Eduardo Blasco Ferrer mette in relazione il loro etnonimo con la radice Iberica *ili-, "insediamento". Erano probabilmente suddivisi in circa 40 tribù, ognuna retta da un re o capo tribù. Questi risiedevano nei nuraghi più complessi, detti "polilobati", come Su Nuraxi di Barumini.
In quello che fu il territorio iliense, di notevole importanza sono i rinvenimenti di reperti micenei ed egei nel Nuraghe Antigori e nel Nuraghe Arrubiu, a conferma degli importanti scambi fra queste due popolazioni del mediterraneo antico. Di particolare interesse sono inoltre i lingotti di rame a pelle di bue, forse provenienti da Cipro, scoperti in varie località sarde, fra cui il cagliaritano, l'Ogliastra e altre zone centrali. Tra il 1300 e il 1200 a.C., nella Sardegna centro-meridionale venne prodotta un tipo di ceramica grigia chiamata anche grigia sarda; resti di questa tipologia di ceramiche sono stati rinvenuti a Creta, nel sito di Kommos, e in Sicilia a Cannatello, presso Agrigento.
Secondo l'archeologo Giovanni Ugas gli Iliensi erano la più importante popolazione della Sardegna nuragica e sono forse da ricollegare con il popolo del mare degli Shardana, ampiamente citato nelle antiche fonti egizie.

#### Età del ferro
Nell'età del ferro (900 a.C. circa), a seguito di sconvolgimenti sociali, in Sardegna venne introdotto un nuovo tipo di organizzazione politica, non più "monarchica" (capi tribù), ma che ruotava intorno al parlamento del villaggio, nel quale un'assemblea composta dagli anziani e dalle persone più influenti, si riuniva per discutere sulle questioni più importanti e sulla giustizia.
Secoli dopo Diodoro Siculo scrisse:
(Diodoro Siculo V,15)

### Dominazione punico-romana
Come testimoniato dalle fonti antiche, sin dal VI secolo a.C. questa popolazione si oppose fieramente alla dominazione cartaginese. Dopo la fine della prima guerra punica, nel 238 a.C. i romani occuparono le principali fortezze puniche della Sardegna, ma le popolazioni dell'interno si opposero duramente anche ai nuovi invasori.
Nel 227 a.C., Sardegna e Corsica divennero la seconda provincia romana (la prima era la Sicilia). Lo scoppio della seconda guerra punica e le vittorie di Annibale provocarono nuovi fermenti di ribellione in Sardegna dove, dopo la disfatta romana nella battaglia di Canne, il proprietario terriero e militare sardo-punico Ampsicora, aiutato dai Cartaginesi e dagli Iliensi, organizzò una nuova rivolta. Nel 215 a.C. i ribelli furono sconfitti e massacrati nella battaglia di Decimomannu da Tito Manlio Torquato e così Cartagine perse definitivamente l'isola.
Nel periodo romano gli Iliensi e i Balari continuarono a resistere e così nel 177 a.C. il console Tiberio Sempronio Gracco mise in atto una dura repressione che portò all'uccisione e alla riduzione in schiavitù di circa 80.000 sardi. Gli Iliensi, comunque, non si piegarono mai del tutto e con l'età imperiale e l'inizio di una fase di maggior penetrazione romana nell'isola, si rifugiarono nei monti della Barbagia (Barbaria) e in quelli dell'Ogliastra.

### Alto medioevo
L'entroterra e le sue popolazioni rimasero delle spine nel fianco anche per i Vandali che, dopo aver conquistato Cartagine, nel 456 occuparono le città costiere dell'isola, senza però riuscire ad espugnare quell'area. Ed ebbero difficoltà anche i bizantini, imponendo facilmente il loro dominio sull'isola, tranne che nei territori di Iliensi e Balari, le cui incursioni cessarono solo nel 594, quando uno dei loro più importanti capi, il cattolico Ospitone, fu convinto da papa Gregorio I (San Gregorio Magno) a fare la pace con i bizantini e far predicare il Cristianesimo tra la sua gente.

## Fonti antiche
- Pausania, Periegesi della Grecia, X, 17, 5: "I cartaginesi, nel periodo in cui erano più potenti, per mezzo della loro flotta sottomisero tutti coloro che si trovavano in Sardegna, ad eccezione degli Iliesi, è dei Corsi, ai quali per non essere messi in schiavitù bastò la sicurezza dei monti"[13].

- Gelasio Floris, frate agostiniano nel III libro del suo Componimento (1830), sostiene: "... Che questi - (gli abitanti di Tortolì e di Lotzorai, ndr) siano li antichi Iiiesi, tanto vantati da Plinio e altri autori, non occorre metterlo in dubbio, né discorrerne più, perché abbastanza l'ho dimostrato altrove, discorrendo delle colonie venute in Sardegna"